# Église Saint-Jean de Watigny
L'église Saint-Jean de Watigny est une église située à Watigny, en France.

## Localisation
L'église est située sur la commune de Watigny, dans le département de l'Aisne.